# Бојлинг Спрингс (Северна Каролина)
Бојлинг Спрингс (енгл. Boiling Springs) град је у америчкој савезној држави Северна Каролина.

## Демографија
По попису из 2010. године број становника је 4.647, што је 781 (20,2%) становника више него 2000. године.
| Група             | 2000.         | 2010.         |
| Белци             | 3.419 (88,4%) | 3.940 (84,8%) |
| Афроамериканци    | 335 (8,7%)    | 526 (11,3%)   |
| Азијати           | 30 (0,8%)     | 18 (0,4%)     |
| Хиспаноамериканци | 54 (1,4%)     | 92 (2,0%)     |
| Укупно            | 3.866         | 4.647         |